# Egentliga flugor
Egentliga flugor (Muscidae) är en familj av ordningen tvåvingar som innehåller fler än 4000 arter i över 100 släkten. I Europa är omkring 600 arter kända. Den vanliga husflugan tillhör denna familj.
Fossil av egentliga flugor är kända från eocen och de hittades även i nyare avlagringar från tertiär. Trots allt antas att familjen levde redan under perm.

## Kännetecken
Dessa flugor når en kroppslängd mellan 2 och 18 millimeter. Färgen är vanligen grå, mörkblå, grönaktig, gul eller röd. Vissa arter kan lätt förväxlas med spyflugor (Calliphoridae). Antennerna består av tre korta segment. Bredvid fasettögonen har dessa insekter tre punktögon (ocelli). Munverktygen är bra utvecklade och används för att slicka eller för att sticka.
Larverna är maskformiga.

## Levnadssätt
Beteendet skiljer sig mycket mellan arterna, det finns arter som suger blod, arter som jagar byten, arter som lever på blommor och arter som slickar olika vätskor. Hos larverna finns saprofyter som lever av döda växt- eller svampdelar, larver som lever koprofag av andra djurs avföring och larver som är växtätare.
De flesta larver lever i marken eller direkt i födan men det finns även larver som utvecklas i vattnet.
I varma regioner utvecklar sig larven i loppet av åtta dagar. I Europa behöver de däremot två till tre veckor för att genomgå sina tre larvstadier. Europeiska arter kan ha åtta generationer per år.
Ett flertal parasitjägare är specialiserade på egentliga flugor och därför hölls antalet individer konstant.

## Egentliga flugor som sprider sjukdomar
Liksom andra flugor bär vissa egentliga flugor farliga sjukdomar. Bland dessa kan nämnas shigellainfektion, kolera, hepatit, polio, mjältbrand och tyfoidfeber. De flesta av dessa uppträder idag bara i tropiska regioner.

## Bilder

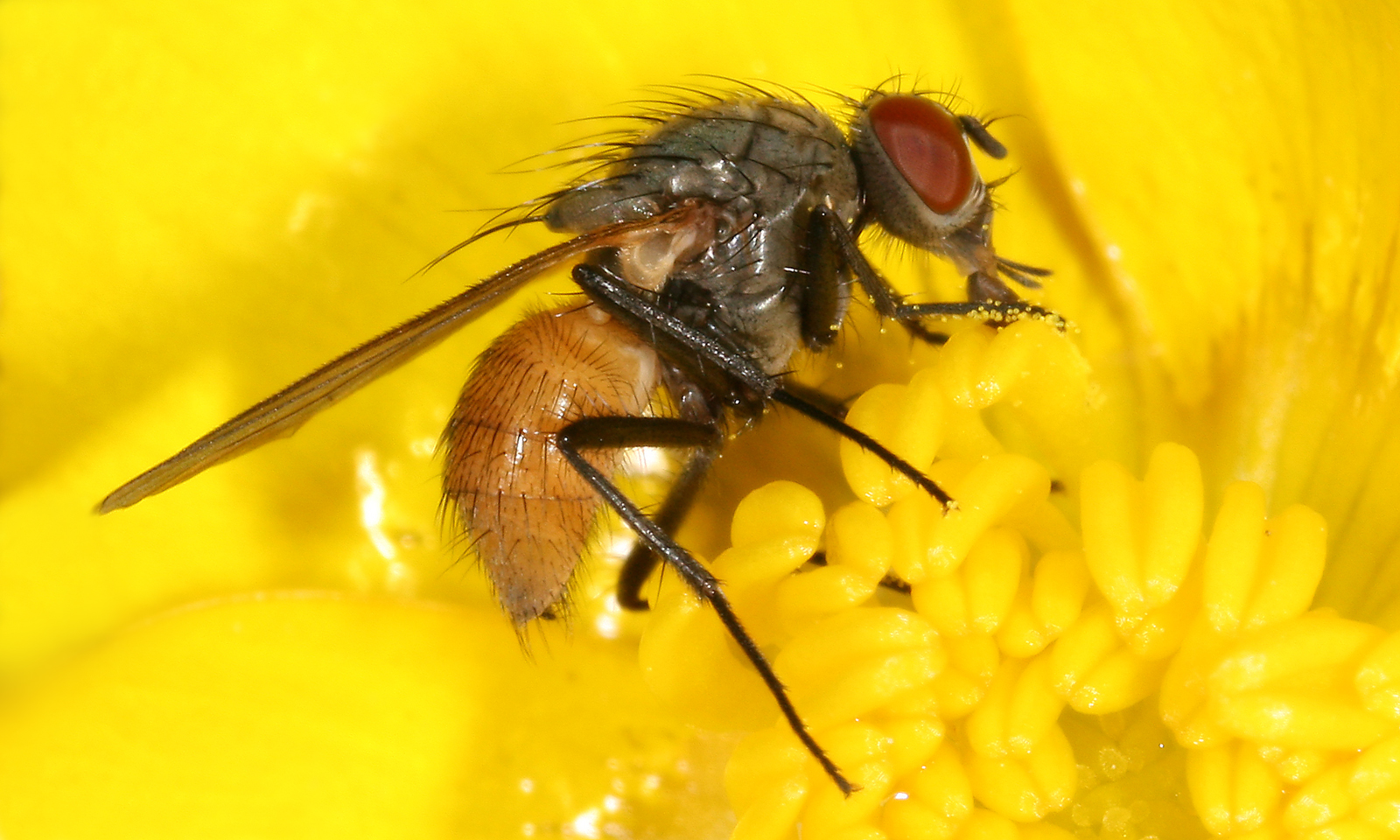
Thricops semicinereus på smörblomma
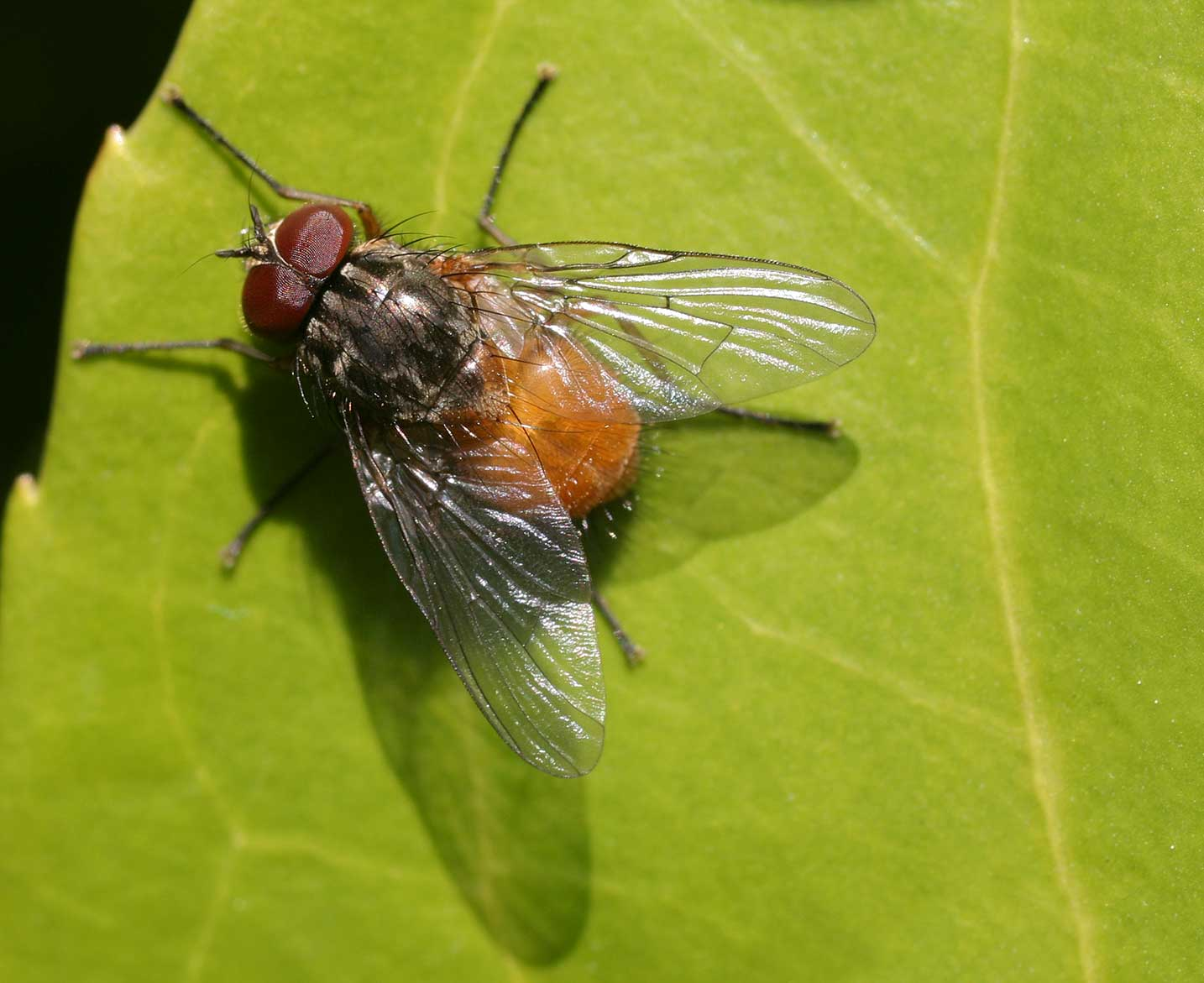
Phaonia subventa
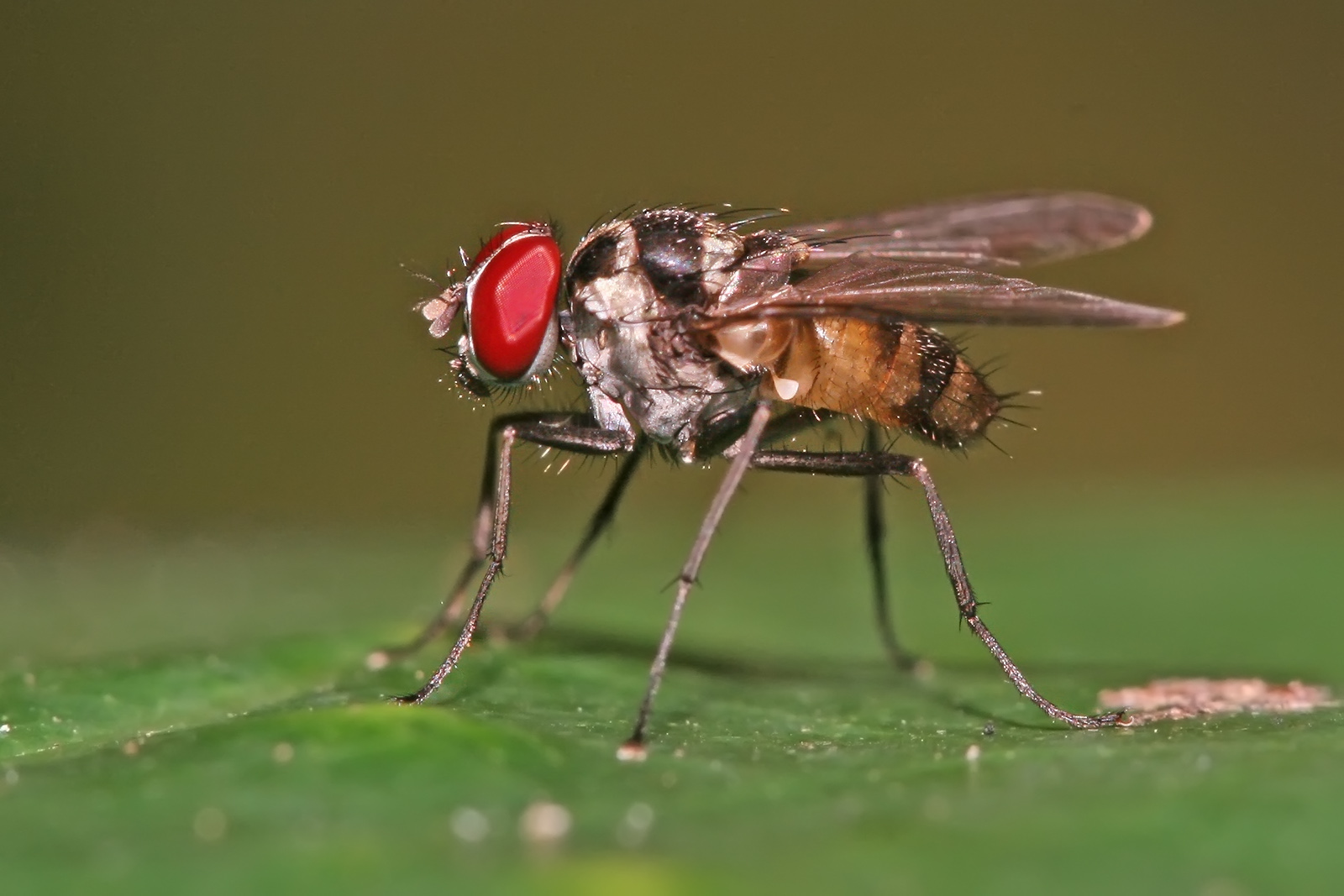
Limnophora sp.
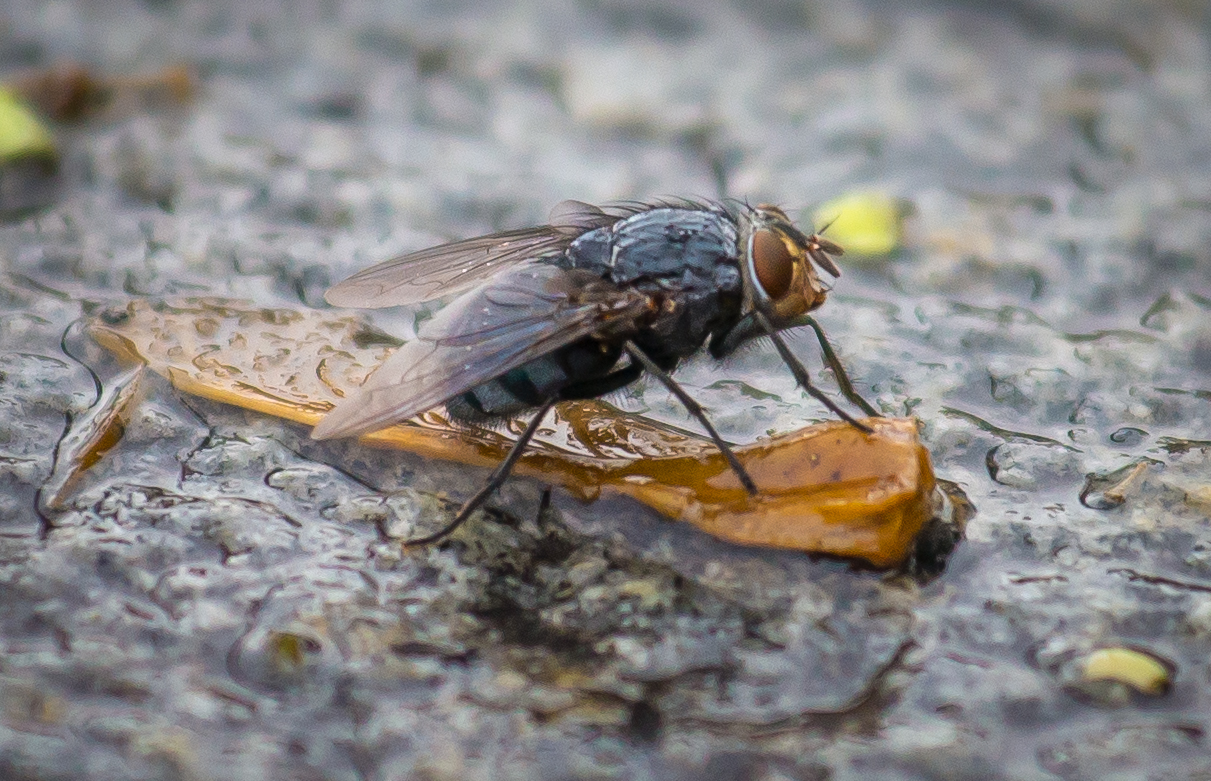
Musca domestica på en lönnvinge under en regnig dag.